# Classe Silas Bent
La classe Silas Bent est une classe de navires hydrographiques de l'US Navy.
Elle compte quatre navires. Le USNS Silas Bent (T-AGS-26) est le premier des quatre premiers navires spécifiquement construits pour les recherches de la marine américaine. Les navires précédents avaient été des modifications de divers types navals.
La classe a été nommée en hommage à l'hydrographe Silas Bent.

## Historique
Deux des navires ont été construits selon la même conception dans deux chantiers différents :
- L'USNS Silas Bent (T-AGS-26) est construit le 2 mars 1964 à l'American Shipbuilding Corp, de Cleveland dans l'Ohio. Il est lancé le 15 mai 1964 et livré à la Marine le 23 juillet 1965[2].
- L'USNS Kane (T-AGS-27) est  construit le 19 décembre 1964 à la Christy Corporation de Sturgeon Bay dans le Wisconsin. Il est lancé le 20 novembre 1965 et livré à la Marine, le 19 mai 1967[3],[4].

Les navires de la sous-classe AGS-26 et AGS-33 (Wilkes) sont extérieurement pratiquement identiques mais leur configuration interne est modernisée. Ils sont livrés à la Marine le 23 juillet 1965.
L' USNS Wilkes (AGS-33) et l' USNS Wyman (T-AGS-34) (en) ont été mis en chantier le même jour, le 18 juillet 1968, au même chantier naval, Defoe Shipbuilding Company de Bay City dans le Michigan.
- L'USNS Wilkes a été lancé le 31 juillet 1969 et livré à la Marine le 28 juin 1971.
- L'USNS Wyman a été lancé le 30 octobre 1969 et livré à la Marine le 3 novembre 1971.

## Configuration
Les navires ont été conçus pour être capables d'effectuer des levés à l'appui des exigences en matière de cartographie hydrographique et bathymétrique et d'océanographie. Ils différent principalement par les équipements et systèmes installés, en particulier les systèmes d'acquisition de données.
L'installation initiale du Silas Bent est un prototype de Shipboard Survey System basé sur un ordinateur standard Navy AN/UYK. Plus tard, le navire est équipé du système d'acquisition de données océanographiques (ODAS), opérationnel en 1971, tout comme les derniers navires d'étude océanographique Kane et Wilkes. Le Wyman remplace l'USNS Sgt. George D Keathley (T-APC-117) (en) (T-AGS-35) pour les levés géophysiques, en particulier gravimétriques et bathymétriques.
Le Wyman a d'abord été équipé du système d'acquisition de données hydrographiques (HYDAS) qui a été remplacé au milieu des années 1970 par un nouveau système à faisceau étroit avec son propre système d'acquisition de données spécialisé. Le réseau, remplaçant le système à faisceau unique, est le Bottom Topography Survey Subsystem (BOTOSS) et le système de traitement, remplaçant HYDAS, est le Bathymetric Survey System (BASS).